# Suresh Dalal
Suresh Parshottmadas Dalal (Hindi:सुरेश दलाल; guzerate: સુરેશ દલાલ; Thane, 11 de outubro de 1932 — Bombaim, 10 de agosto de 2012) mais conhecido por Suresh Dalal, foi um poeta e ensaísta indiano.

## Biografia
Em 2005 venceu o prémio Sahitya Akademy Award pelo seu trabalho em "Akahnd Zaar Vage", tendo publicado cerca de 25 livros, essencialmente sobre poesia e ensaios.